# Hardcore Henry
Hardcore là một bộ phim hành động 2015 của nhà văn và đạo diễn Ilya Naishuller. Phim có sự tham gia của Sharlto Copley, Haley Bennett, Danila Kozlovsky, Cyrus Arnold, Ilya Naishuller và Will Stewart.

## Phân vai
- Sharlto Copley vai Jimmy
- Haley Bennett vai Estelle
- Danila Kozlovsky vai Akan
- Cyrus Arnold vai Nat
- Ilya Naishuller vai Tim
- Will Stewart vai Robbie
- Darya Charusha vai Dominatrix
- Andrei Dementiev vai Slick Dmitry

## Công chiếu
Phim được giới thiệu tại Liên hoan phim quốc tế Toronto 2015 vào ngày 12 tháng 9 năm 2015.